# 737 Arequipa
Arequipa (asteroide 737) é um asteroide da cintura principal com um diâmetro de 44,07 quilómetros, a 1,9618249 UA. Possui uma excentricidade de 0,2429092 e um período orbital de 1 523,58 dias (4,17 anos).
Arequipa tem uma velocidade orbital média de 18,50276397 km/s e uma inclinação de 12,36024º.
Esse asteroide foi descoberto em 7 de Dezembro de 1912 por Joel Metcalf.